# Gingering
 (janvier 2015).

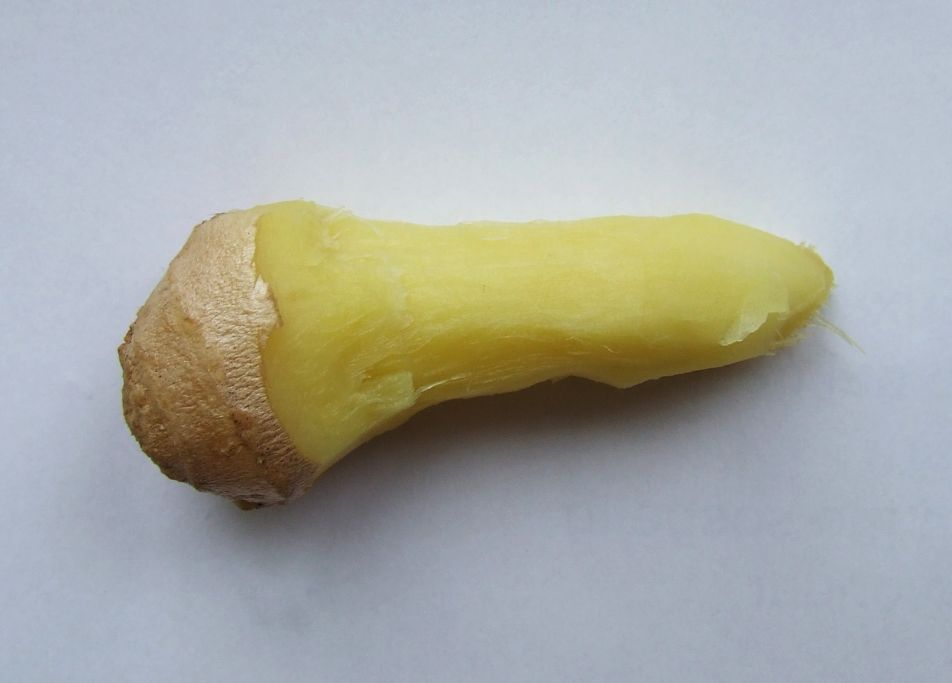
Racine de gingembre taillée.

Le gingering est l'introduction de substances irritantes dans l'anus ou le vagin d'un cheval, généralement pour modifier le port de sa queue et lui donner l'air plus fringant. Le terme vient de la langue anglaise, la substance employée étant surtout le gingembre. Historiquement, le but du processus était de faire paraître un vieux cheval plus jeune en modifiant son comportement, ou de cacher temporairement l'état d'un animal malade ou affaibli. 
En plus du morceau de gingembre, l'oignon, le poivre, le tabac, ou même une anguille vivante pouvaient être introduits,,,,.
L'usage du gingembre ou du poivre était courant en Bretagne au début du XXe siècle, lorsqu'un marchand de chevaux voulait vendre l'une de ses bêtes à un étranger.